# 鉄道地図
鉄道地図（てつどうちず）は、鉄道路線を主題として描かれた地図。

## 概要
鉄道地図は、主に鉄道路線を中心に描かれた、横長の折本形式のものをさす。
1枚の大きな用紙に印刷していたこれまでの鉄道地図は旅行などのときに不便なため、一目瞭然ながら小さく折りたためて携帯に便利な鉄道地図が生まれた。
現在、日本で多く販売されている折本形式の地図は、日下和楽路屋（後のワラヂヤ出版）の日下伊兵衛が明治37年（1904年）に発案したとされる。和楽路屋版は、明治・大正・昭和・平成と4代にわたって出版されたが、コンピュータグラフィック（CG）化に遅れるなど、時代の波に乗れなかったこともあって平成14年（2002年）10月に破産、発行が途絶えた。
独自の鉄道地図で知られるのは吉田初三郎（1884 - 1955）で、鳥になって見下ろすような技法（鳥瞰地図）で描いた。大正2年（1913年）に描いた「京阪電車御案内」が、皇太子時代の昭和天皇の目にとまり、画家としてのチャンスが開かれていく。曲がっている路線も単純化して「赤い一直線」でつなぎ、遠望には見えないはずの富士山やハワイまでも広角で書き入れ、「大正の広重」と呼ばれて人気を博した。
近年は、パノラマ風や乗りつぶし、観光地ガイド入りなど多彩な鉄道地図が出版されている。
2008年から2009年まで新潮社が発売したムック形式の日本鉄道旅行地図帳は、正縮尺での全駅全路線（廃線を含む）を掲載する鉄道地図として画期的なものであった。（一般的な鉄道地図とは異なり、各地域ごとの分冊販売である。また製本された「地図帳」という体裁のため、コラムなども掲載されている。

## 鉄道地図を発行している出版社
- 昭文社
- 塔文社
- 新潮社